# 小堀政郷
小堀 政郷（こぼり まささと、1676年（延宝4年） - 1724年10月29日（享保9年9月13日））は、江戸時代前期から中期にかけての旗本。茶道小堀遠州流第6世で、号は「宗安」。禄高は3000石。
小堀政利の長男として生まれる。幼名は久太郎、のち玄蕃。
元禄7年7月11日（1694年8月31日）に父の遺跡を継ぎ、元禄12年8月2日（1699年8月26日）に小姓組となる。享保4年6月26日（1719年8月11日）に寄合に列し、享保9年9月13日（1724年10月29日）に49歳で死去。